# コ・イ・ヌール
コ・イ・ヌール（ヒンディー語: कोहि नूर、Kōhi Nūra、Koh-i-noor, Kohinoor, Koh-i-Nur）は、インドで発見されたダイヤモンドである。コーヒ・ヌールと表記されることもある。もともとはペルシア語で「光の山」を意味する「کوه نور」（クーヘ・ヌール）に由来している。
かつては世界最大のダイヤモンドと呼ばれ、その歴史において周辺国の幾人もの王侯がその所有を争った。最終的にインド女帝となったイギリスのヴィクトリア女王のものとなり、現在はロンドン塔で展示されている。大きさは105カラット（21.6 g）。

## 歴史
多くの伝説や神話、逸話に彩られており、初期の来歴ははっきりとしていない。ただし、19世紀まではインド亜大陸が世界で唯一のダイヤモンド産出国であったことから、インド原産であることは確実である。伝説ではガンジス川の支流ヤムナー川河畔に捨てられていた子供の額からこの石が発見されたことになっており、王宮にもたらされた後、ヒンドゥー教のシヴァ神像の第三の眼に相当する位置に嵌め込まれたと云う。しかし現実には、アーンドラ・プラデーシュ州のビジャープル鉱山で発見された可能性が高い。
1526年にバーブルによって書かれた『バーブル・ナーマ』のなかで、コ・イ・ヌールという名称が確認できる。その記述によれば、1294年、マールワーのとあるラージャーが所有していたと言う。その後、ムガル帝国のシャー・ジャハーン、アフシャール朝のナーディル・シャー、ドゥッラーニー朝アフガニスタンのアフマド・シャー・アブダーリー、パンジャーブのマハーラージャ、ランジート・シングらの手を経る。1849年3月2日にパンジャーブがインド帝国の支配下に入り、その女帝であるヴィクトリア女王に献上された。
1851年に開催されたロンドン万国博覧会では、この石は出品物の目玉として会場となった水晶宮に展示されたが、この石に施されたインド式のムガルカットではその輝きを十分に引き出すことができず、これを入手した女王本人を含め、きらびやかな輝きを期待してはるばる訪れた見物客をもがっかりさせた。そこで、国民及び女王の意を汲んだ夫で王配のアルバート公がアムステルダムから職人を呼び寄せ、この石の再カットを命じ、現在見られるブリリアントカットへと収まった。インドは独立以降、返還を求めているが、イギリスは現在のところ拒否している。
イギリス王室ではエドワード7世の王妃アレクサンドラ王妃の冠に取り付けられて以来、ジョージ5世の王妃メアリー王妃、ジョージ6世の王妃エリザベス王妃の王妃の冠に取り付けられていた。王妃の戴冠式としてはインド独立後で初めて執り行われる2023年5月6日のチャールズ3世の戴冠式ではカミラ王妃の王冠にはコ・イ・ヌールに代わってカリナンVが取り付けられた。

## 所有者リスト
1. ? - 1310年：カーカティーヤ朝
2. 1310年 - 1316年：アラー・ウッディーン・ハルジー（ハルジー朝）
3. 1316年：シハーブッディーン・ウマル（ハルジー朝）
4. 1316年 - 1320年：クトゥブッディーン・ムバーラク・シャー（ハルジー朝）
5. 1320年 - 1325年：ギヤースッディーン・トゥグルク（トゥグルク朝）
6. 1325年 - 1351年：ムハンマド・ビン・トゥグルク（トゥグルク朝）
7. 1351年 - 1388年：フィールーズ・シャー・トゥグルク（トゥグルク朝）
8. 1388年 - 1389年：ギヤースッディーン・トゥグルク2世（トゥグルク朝）
9. 1389年 - 1390年：アブー・バクル・シャー（トゥグルク朝）
10. 1390年 - 1394年：ナーシルッディーン・ムハンマド・シャー（トゥグルク朝）
11. 1394年：アラー・ウッディーン・シカンダル・シャー（トゥグルク朝）
12. 1394年 - 1413年：ナーシルッディーン・マフムード・シャー（トゥグルク朝）
13. 1413年 - 1414年：ダウラト・ハーン・ローディー（トゥグルク朝）
14. 1414年 - 1421年：ヒズル・ハーン（サイイド朝）
15. 1421年 - 1434年：ムバーラク・シャー（サイイド朝）
16. 1434年 - 1445年：ムハンマド・シャー（サイイド朝）
17. 1445年 - 1451年：アラー・ウッディーン・アーラム・シャー（サイイド朝）
18. 1451年 - 1489年：バフルール・ローディー（ローディー朝）
19. 1489年 - 1517年：シカンダル・ローディー（ローディー朝）
20. 1517年 - 1526年：イブラーヒーム・ローディー（ローディー朝）
21. 1526年 - 1530年：バーブル（ムガル帝国）
22. 1530年 - 1540年：フマーユーン（ムガル帝国）
23. 1539年 - 1545年：シェール・シャー（スール朝）
24. 1545年 - 1554年：イスラーム・シャー（スール朝）
25. 1554年：フィールーズ・シャー（スール朝）
26. 1554年 - 1555年：ムハンマド・アーディル・シャー（スール朝）
27. 1555年：イブラーヒーム・シャー（スール朝）
28. 1555年：シカンダル・シャー（スール朝）
29. 1556年：アーディル・シャー（スール朝）
30. 1556年 - 1605年：アクバル（ムガル帝国）
31. 1605年 - 1627年：ジャハーンギール（ムガル帝国）
32. 1628年 - 1658年：シャー・ジャハーン（ムガル帝国）
33. 1658年 - 1707年：アウラングゼーブ（ムガル帝国）
34. 1707年 - 1712年：バハードゥル・シャー1世（ムガル帝国）
35. 1712年 - 1713年：ジャハーンダール・シャー（ムガル帝国）
36. 1713年 - 1719年：ファッルフシヤル（ムガル帝国）
37. 1719年：ラフィー・ウッダラジャート（ムガル帝国）
38. 1719年：ラフィー・ウッダウラ（ムガル帝国）
39. 1719年 - 1739年：ムハンマド・シャー（ムガル帝国）
40. 1739年 - 1747年：ナーディル・シャー（アフシャール朝）
41. 1747年 - 1772年：アフマド・シャー・ドゥッラーニー（ドゥッラーニー朝）
42. 1772年 - 1793年：ティムール・シャー・ドゥッラーニー（ドゥッラーニー朝）
43. 1793年 - 1801年：ザマーン・シャー・ドゥッラーニー（ドゥッラーニー朝）
44. 1801年 - 1803年：マフムード・シャー・ドゥッラーニー（ドゥッラーニー朝）
45. 1803年 - 1830年：シュジャー・シャー（ドゥッラーニー朝）
46. 1830年 - 1839年：ランジート・シング（シク王国）
47. 1839年：カラク・シング（シク王国）
48. 1839年 - 1840年：ナウ・ニハール・シング（シク王国）
49. 1840年 - 1841年：チャーンド・カウル（シク王国）
50. 1841年 - 1843年：シェール・シング（シク王国）
51. 1843年 - 1849年：ドゥリープ・シング（シク王国）
52. 1849年 - 1850年：イギリス東インド会社
53. 1850年 - ：イギリス王室